# École néoplatonicienne de Rome
L'école néoplatonicienne de Rome regroupe des penseurs néoplatoniciens résidant à Rome, durant les IIIe et IVe siècles. 
Ses grandes figures philosophiques sont :
- Ammonios Saccas, fondateur du néoplatonisme à Alexandrie, maître de Plotin de 232 à 242.
- Plotin, maître de Porphyre, d'Amelius[1], de Rogatianus, premier scolarque de l'école, fondée en 244 à Rome.
- Porphyre de Tyr, secrétaire de Plotin, second scolarque en 270, éditeur de Plotin vers 300.
- Jamblique, élève de Porphyre, mais il partit à Apamée, en Syrie, vers 313.
- Cornelius Labeo (IIIe siècle).

## Traits philosophiques
Plotin et Porphyre considèrent la pratique religieuse comme indigne du sage, parce qu'il est capable d'atteindre Dieu directement par l'élévation spirituelle de sa pensée (en revanche, Jamblique, Proclus, l'école néoplatonicienne d'Athènes s'efforcent d'observer le plus religieusement possible les rites traditionnels) (Pierre Hadot).
À la suite du moyen-platonisme, l'école néoplatonicienne de Rome s'efforce de trouver entre Platon et Aristote un accord (Platon et Aristote ne se contredisent pas sur le fond), ou une relation d'approfondissement (Aristote, logicien, prépare à Platon, théologien). 

« Enfin brilla la sagesse d'Ammonios, qu’on célèbre sous le nom d’« inspiré de Dieu ». Ce fut lui, en effet, qui, purifiant les opinions des anciens philosophes et dissipant les rêveries écloses de part et d’autre, établit l’harmonie entre les doctrines de Platon et d’Aristote dans ce qu’elles ont d’essentiel et de fondamental […] Ce fut Ammonios d’Alexandrie, l’inspiré de Dieu, qui le premier, s’attachant avec enthousiasme à ce qu’il y a de vrai dans la philosophie et s’élevant au-dessus des opinions vulgaires qui rendaient la philosophie un objet de mépris, comprit bien la doctrine de Platon et d’Aristote, les réunit en un seul et même esprit, et livra ainsi la philosophie en paix à ses disciples Plotin, Origène et leurs successeurs. »

— Hiéroclès d'Alexandrie, cité par Photius, Bibliothèque, p. 127, 461